# 주셀리누 쿠비체크
주셀리누 쿠비체크 지 올리베이라(브라질 포르투갈어: Juscelino Kubitschek de Oliveira, 1902년 9월 12일 ~ 1976년 8월 22일)는 브라질의 정치인으로 1956년부터 1961년까지 브라질의 대통령을 지냈으며 수도를 히우지자네이루에서 브라질리아로 이전하는 작업을 추진했다.

## 생애
미나스제라이스주 지아만치나에서 태어났다. 그의 조상은 체코슬로바키아계와 이탈리아계 이민자였다. 성인이 된 이후 프랑스 파리로 건너가 외과의 전공 과정을 밟았다.
브라질로 돌아와 군의관으로 일하다 1940년에 제툴리우 바르가스의 반공주의 독재정권에 발탁되어 정치계에 들어오게 되었다. 미나스제라이스 주 대표 연방 하원의원으로 선출되었다. 대통령이 되기 이전에는 벨루오리존치 시장으로 재직하기도 했다.
1955년 사회민주당 대통령 후보로 선출되어 '50년의 진보를 5년에'라는 구호를 내걸고 내륙 개발 계획을 공약으로 내걸어 당선됐다. 그 이듬해 초 취임한 후 곧 브라질고원의 광대한 미개척지의 개발에 착수했다.
재임 시기 기존 수도인 히우지자네이루 대신 신 수도 브라질리아 건설하였으며, 1960년 수도를 브라질리아로 옮겼다.
주셀리누 쿠비체크가 대통령 재임 시기 추진한 내륙 개발 정책은 브라질의 경제적 성장과 자원 공급을 촉진했으나, 복지 축소, 물가 상승 같은 부작용을 낳았다.
1961년 대통령 임기를 마치고 퇴임했으며, 그 후 상원의원으로 선출되었다. 그러나 1964년 브라질 쿠데타로 들어선 극우 군사독재정권에게 정치규제를 당하고 외국으로 망명하였으며, 나중에 브라질로 돌아왔다.
1976년 히우지자네이루 헤젠지에서 갑작스러운 교통사고로 사망하였으며, 오늘날에는 많은 사람들이 그의 죽음이 군사독재정권의 정치 공작이라고 생각한다.

## 역대 선거 결과
| 선거명      | 직책명          | 대수 | 정당       | 득표율 | 득표수      | 결과 | 당락 |
| ----------- | --------------- | ---- | ---------- | ------ | ----------- | ---- | ---- |
| 1955년 선거 | 브라질의 대통령 | 21대 | 사회민주당 | 35.68% | 3,077,411표 | 1위  |      |

## 같이 보기
- 1964년 브라질 쿠데타